# Шишкина, Татьяна Викентьевна
Татьяна Викентьевна Шишкина (д. ф. Кухто; род. 6 июня 1957, Минск) — белорусский физик-теоретик, доктор физико-математических наук (1995), профессор (2004).

## Биография
Родилась 6 июня 1957 в городе Минске.
В 1979 году окончила физический факультет в Белорусском Государственном Университете по специализации теоретическая физика.
С 1979 по 1982 годы — аспирантка кафедры теоретической физики, в БГУ (ныне «Кафедра теоретической физики и астрофизики»).

### Научная степень
В 1983 году — защитила кандидатскую диссертацию на тему «Исследование электромагнитных и слабых эффектов в глубоконеупругом рассеянии поляризованных лептонов на поляризованных нуклонах» в Белорусском государственном университете.

### Карьера
С 1982 по 1985 год работала ассистентом кафедры ядерной физики Белорусского государственного университета.
С 1985 года — преподаватель на кафедре теоретической физики, где и работает по настоящее время.
В 1991 году присвоено ученое звание доцента.
В 1995 году защитила свою докторскую диссертацию на тему «Радиационные эффекты в процессах взаимодействия поляризованных лептонов и адронов» в Санкт-Петербургском государственном университете.
С 1998 года — профессор кафедры теоретической физики.
За время работы в БГУ читала следующие общие и специальные курсы: «Теоретическая механика», «Квантовая механика», «Теория вероятностей и математическая статистика», «Квантовая электродинамика», «Физика элементарных частиц», «Физика высоких энергий», руководит научной работой студентов и аспирантов.

## Достижения
Является членом специализированного совета по защите докторских диссертаций по специальностям «Теоретическая физика» и «Ядерная физика».
Член ученого совета Национального научно-учебного центра физики частиц и высоких энергий.

## Основные направления научной деятельности
- Развитие ковариантных методов точного и приближенного расчета радиационных эффектов в процессах взаимодействия поляризованных фермионов.
- Теоретическое исследование неминимальных калибровочных моделей электрослабого взаимодействия с учётом радиационных эффектов.

## Научные труды
Научные работы по ядерной физике, физике элементарных частиц и высоких энергий. На данный момент Шишкина Т. В. является автором более чем 80 научных работ и нескольких учебных пособий.
- Шершень И. А., Шишкина Т. В. Исследование фермионов различных поколений с использованием пучков фотонов высокой энергии // Сборник работ 72-й научной конференции студентов и аспирантов Белорусского государственного университета, 11–22 мая 2015, Минск. В 3 ч. — Минск, 2015. — С. 223—228. — ISBN 985-445-369-3.
- Шишкина Т. В. Основы квантовой механики — Минск, 2011. — Изд-во БГУ. — 120 с. — утв. Мин. Обр. РБ.
- Kukhto T.V., Shumeiko N.M. Radiative effects in deep inelastic scattering of polarized leptons by polarized nucleons (англ.) // Nucl.Phys. B. — 1983. — Vol. 129. — P. 412-436. — doi:10.1016/0550-3213(83)90650-8.
- Kukhto T.V., Shumeiko N.M., Timoshin S.I. Radiative corrections in polarised electron-muon elastic scattering (англ.) // J.Phys. G: Nucl. Phys. — 1987. — No. 13. — P. 725.. — doi:10.1088/0305-4616/13/6/005.
- Kukhto T.V., Kuraev E.A., Silagadze Z.K., Schiller A. The dominant two-loop electroweak contributions to the anomalous magnetic moment of themuon (англ.) // Nucl.Phys. B. — 1992. — Vol. 371. — P. 567. — ISSN 0550-3213. — doi:10.1016/0550-3213(92)90687-7.
- Shiskina T.V., Kuraev E.A., Lipatov L.N. QED radiative corrections to impact factors // ЖЭТФ. — 2001. — Т. 119, № 2. — С. 236-242.
- Кухто Т. В., Шумейко Н. М. Исследования расширенных килибровочных моделей в процессах взаимодействия поляризованных лептонов и нуклонов // Ядерная физика. — 1984. — Т. 40, № 5. — С. 1235-1242. — ISSN 0044-0027.
- Марфин И. Б, Шишкина Т. В. Исследование аномальных констант четырёхбозонного взаимодействия в процессах столкновения высокоэнергетических фотонов // Ядерная физика. — 2006. — Т. 69, № 4. — С. 710-714. — ISSN 0044-0027.